# Lucas Birnbaum
Lucas Birnbaum (* 9. Juni 1997 in Bruck an der Mur) ist ein österreichischer Eishockeyspieler, der zuletzt bei den Vienna Capitals in der Österreichischen Eishockey-Liga unter Vertrag stand.

## Karriere
Seine Anfänge im Eishockey machte Lucas Birnbaum im Nachwuchs beim KSV Eishockey. Während seiner Jugendzeit wechselte er zu den Graz 99ers. Im Jahr 2013 folgte dann der Wechsel in die Red Bull Hockey Akademy nach Salzburg. Insgesamt verbrachte Birnbaum sechs Saisonen in Salzburg. Nachdem er hauptsächlich in der zweiten Mannschaft – die in der Alps Hockey League spielt – eingesetzt worden war, unterschrieb Birnbaum im November 2018 einen Vertrag bei den Vienna Capitals. Im Juli 2019 wurde sein Vertrag um ein Jahr verlängert. Im Juni 2021 gab er sein Karriereende als Eishockeyprofi bekannt und begann eine Ausbildung in der Sicherheitsakademie der Landespolizeidirektion Steiermark zum Polizisten, die er 2023 mit Auszeichnung abschloss.

### International
Birnbaum spielte im Nachwuchsbereich für die verschiedenen U-Nationalmannschaften. Als Kapitän des U18-Nationalteams gewann er bei der Weltmeisterschaft 2015 der Division IB die Goldmedaille und realisierte damit den Aufstieg in die Division IA.
Für die U20-Nationalmannschaft lief er bei der Weltmeisterschaft 2016 und 2017 jeweils in der Division IA auf.

## Karrierestatistik
(Legende zur Spielerstatistik: Sp oder GP = absolvierte Spiele; T oder G = erzielte Tore; V oder A = erzielte Assists; Pkt oder Pts = erzielte Scorerpunkte; SM oder PIM = erhaltene Strafminuten; +/− = Plus/Minus-Bilanz; PP = erzielte Überzahltore; SH = erzielte Unterzahltore; GW = erzielte Siegtore; 1 Play-downs/Relegation; Kursiv: Statistik nicht vollständig)